# لوكون (باد كاليه)
لوكون، باد كاليه (بالفرنسية: Locon)‏ هي بلدية تقع في إقليم باد كاليه من منطقة نور با دو كاليه في شمال فرنسا. تبلغ مساحة هذه المدينة 9.52 (كم²)، وترتفع عن سطح البحر 19 م، يبلغ عدد سكانها 2498 نسمة حسب إحصاء المعهد الوطني للإحصاء والدراسات الاقتصادية سنة 2009 م. وترأس Francis Caron البلدية خلال فترة (2008-2014).

## توأمة
للوكون (باد كاليه) اتفاقيات توأمة مع:
- مندن